# Сяо Даочен
Сяо Даочен (кит. трад.: 蕭道成; піньїнь: Xiao Daocheng; 427 —11 квітня 482) — засновник і перший імператор Південної Ці з Південних династій.

## Життєпис

### Кар'єра
Походив з аристократичного роду Сяо, був сином Сяо Чецзі, впливового віськовика на службі Лю Сун. Замолоду Сяо Даочен отримав класичну конфуціанську освіту. 432 року його було зараховано до війська. Перші військові знання здобув під орудою батька.
Військова кар'єра пішла угору у 465–466 роках, коли він суттєво допоміг принцу Лю Ю стати новим імператором. За свою звитягу Сяо Даочен отримав титул хоу Сіяна, а також очолив провінцію Південна Сюй, а потім Південна Янь (частини сучасної провінції Цзянсу).
471 року в результаті палацових інтриг Сяо Даочена ледь не стратили, але він зумів виправдитись перед імператором, після чого очолив охорону спадкомця трону Лю Ю (II). 472 року Сяо Даочен став військовим губернатором столиці, міста Цзянькана (сучасний Нанкін).
За нового імператора Сяо Даочен зумів ще декілька разів відзначитись у придушенні повстань: 474 року він розбив під Цзяньканом військо Лю Сюйфаня, а 476 — Лю Цзінсу. За це Сяо Даочен увійшов до складу імператорського уряду. Втім 477 року він посварився з імператором, внаслідок чого за допомогою деяких імператорських родичів, поваливши з трону Лю Ю (II), Сяо Даочен поставив на трон Лю Цзюня.
За правління останнього Сяо Даочен зумів придушити спротив представників роду Лю, а також отримати титул вана (князя) Ці. Водночас він призначав на всі військові й адміністративні посади своїх прибічників. Зрештою, Сяо Даочен змусив імператора зректись трону на свою користь. Після цього він проголосив створення нової династії — Південної Ці.

### Володарювання
Невдовзі після сходження трон наказав знищити усіх чоловіків поваленого роду Лю. 479 року він зумів відбити напад Північної Вей, яка намагалась відновити на троні рід Лю (один з його представників зумів утекти на північ). Бої з Північною Вей тривали до 481 року й завершились успіхом імператора Південної Ці.
У внутрішній політиці імператор намагався поліпшити роботу центрального уряду, адміністрацію на місцях. Водночас була запроваджена політика ощадливості. Багато було зроблено для зведення оборонних укріплень.

## Девіз правління
- Цзяньюань (建元) 479-482